# Алисън Ашли Арм
Алисън Ашли Арм (на английски: Allisyn Ashley Arm) е американска актриса. Родена е на 25 април 1996 г. Има голям интерес към актьорството и театъра от много малка възраст. След като родителите ѝ виждат ентусиазма ѝ я записват на уроци по актьорско майсторство.

## Участие в „Съни на алеята на славата“
Алисън играе Зора Ланкастър, най-малката от състава на „Оттук-оттам“, комедийно шоу в Холивуд. Тя подслушва останалите, се крие в тръбите на гримьорните, живее в един саркофаг и винаги успява да надхитри по-големите си съдружници.